# 蒙克里韦洛
蒙克里韦洛（義大利語：Moncrivello），是意大利韦尔切利省的一个市镇。总面积20平方公里，人口1467人，人口密度73.4人/平方公里（2009年）。ISTAT代码为002079。